# Katalin Karikó
Katalin Karikó (n. 17 ianuarie 1955, Szolnok, Județul Jász-Nagykun-Szolnok, Ungaria) este o biochimistă americană de origine maghiară, cunoscută mai ales pentru cercetările sale în domeniul biologiei mecanismelor ARN mesager. Este laureată a Premiului Nobel pentru Fiziologie și Medicină din anul 2023, împreună cu Drew Weissman, „pentru descoperirile lor privind modificările bazelor nucleozidice care au permis dezvoltarea unor vaccinuri ARN mesager eficiente împotriva COVID-19”.

## Tinerețe și educație
Karikó a crescut în Kisújszállás, Ungaria, într-o casă mică, fără apă curentă, frigider sau televizor. Tatăl ei era măcelar, și mama, contabilă. În timpul studiilor ea a excelat în știință obținând locul trei pe Ungaria la un concurs de biologie. A urmat cursurile Móricz Zsigmond Református Gimnázium, o școală protestantă.

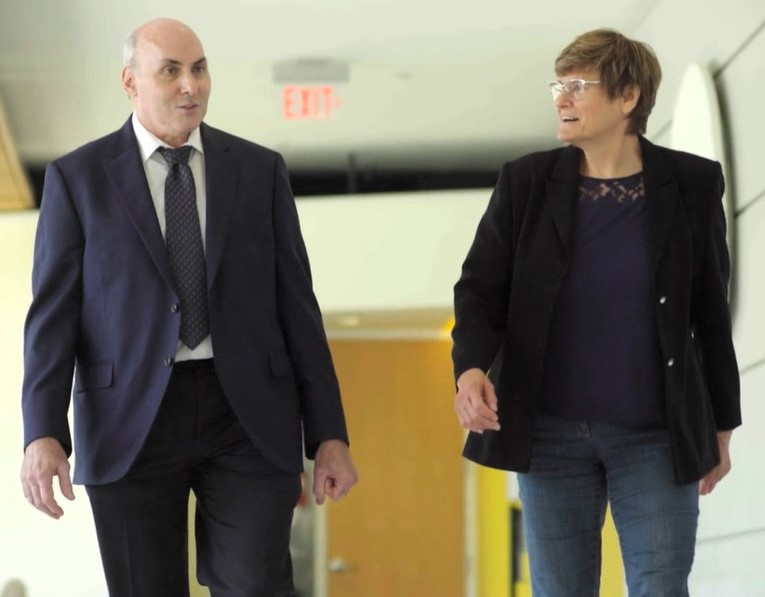
Karikó și Drew Weissman in 2022

După ce și-a susținut doctoratul (Ph.D.) la Universitatea din Szeged, Karikó și-a continuat cercetările și studiile postdoctorale la Centrul de Cercetări Biologice al Academiei de Științe din Ungaria. În 1985, laboratorul și-a pierdut finanțarea, iar ea a părăsit Ungaria și s-a mutat în Statele Unite împreună cu soțul și fiica ei de 2 ani. Când au imigrat în SUA, au introdus ilegal 900 de lire sterline într-un ursuleț de pluș, bani primiți din vânzarea mașinii lor iar lirele sterline au fost cumpărate la negru.

## Carieră
Între 1985 și 1988, în timp ce lucra ca bursieră postdoctorală la Temple University în Philadelphia și la Uniformed Services University of the Health Sciences din Bethesda, MD, (88-89), Karikó a participat la un studiu clinic în care pacienți cu SIDA, boli hematologice și sindromul cronic de oboseală au fost tratați cu ARN dublu catenar (dsRNA). La acea vreme, aceasta a fost considerată o cercetare revoluționară, deoarece mecanismul molecular al inducerii interferonului de către ARNdc nu era cunoscut, deși efectele antivirale și antineoplazice ale interferonului erau bine documentate.
În 1989, a fost angajată de Universitatea din Pennsylvania și a lucrat cu cardiologul Elliot Barnathan la ARNmesager (ARNm). În 1990, pe când era profesor adjunct la Școala de Medicină Perelman a Universității din Pennsylvania, Karikó și-a depus prima cerere de grant în care și-a propus să instituie terapia genică pe bază de ARNm. De atunci, terapia bazată pe ARNm a devenit principala temă de cercetare a lui Karikó. Ea era pe cale să devină profesor titular, dar a avut mai multe granturi respinse și asta a dus la retrogradarea ei de către universitate în 1995.  A rămas aflilată universității și, în 1997, l-a întâlnit pe Drew Weissman, profesor de imunologie la Universitatea din Pennsylvania. Perseverența ei în tema aleasă a fost considerată excepțională în contextul normelor condițiilor de muncă în cercetarea academică.
Observația cheie a lui Karikó a apărut după ce ea s-a concentrat pe motivul pentru care ARN-ul de transfer folosit ca metodă de control într-un experiment nu a provocat aceeași reacție imună ca ARN-ul mesager. Descoperirea lor cheie, privind modificările chimice asupra ARN-ului pentru a-l face neimunogen a fost respinsă de revistele Nature și Science, dar în cele din urmă a fost acceptată de publicația de nișă „Immunity”. Într-o serie de articole care au început în 2005, Karikó și Weissman au descris modul în care modificările nucleozide specifice în ARNm au condus la un răspuns imunitar redus. Ei au fondat o companie mică și, în 2006 și 2013, au primit brevete pentru utilizarea mai multor nucleozide modificate pentru a reduce răspunsul imun antiviral la ARNm. Curând după aceea, universitatea a vândut licența de proprietate intelectuală lui Gary Dahl, șeful unei companii care a devenit în cele din urmă Cellscript. Săptămâni mai târziu, Flagship Pioneering, compania de capital de risc care susține Moderna, a contactat-o pentru a licenția brevetul. Tot ce a spus Karikó a fost „nu-l avem”.
În 2006, Katalin Karikó l-a contactat pe biochimistul Ian MacLachlan pentru a lucra cu el la ARNm modificat chimic. Inițial, MacLachlan și Tekmira au renunțat la colaborare. Karikó a vrut să facă echipă cu Ian MacLachlan pentru că era liderul unei echipe care a ajutat la avansarea tehnologiei ARNm. Karikó lucra la stabilirea sistemului formulat de livrare a nanoparticulelor de lipide care încapsulează ARNm într-o particulă densă printr-un proces de amestecare.
La începutul anului 2013, Karikó a auzit de parteneriatul de 240 de milioane de dolari dintre Moderna și AstraZeneca pentru a dezvolta un ARNm al factorului de creștere endotelial vascular. Karikó și-a dat seama că nu va avea șansa de a-și aplica experiența cu ARNm la Universitatea din Pennsylvania, așa că a preluat un rol de vicepreședinte la BioNTech RNA Pharmaceuticals.
Cercetările și specializările ei au inclus terapia pe bază de ARN mesager, reacțiile imune induse de ARN, bazele moleculare ale toleranței ischemice și tratamentul ischemiei cerebrale.

## Contribuții științifice
Munca și cercetarea lui Karikó au constituit o bază pentru BioNTech și Moderna pentru a crea ARNm-uri terapeutice care nu induc un răspuns imun. În 2020, tehnologia Karikó și Weissman a fost utilizată și în vaccinurile pentru COVID-19 care au fost produse de Pfizer (dezvoltat de BioNTech) și de Moderna.

## Premii și onoruri

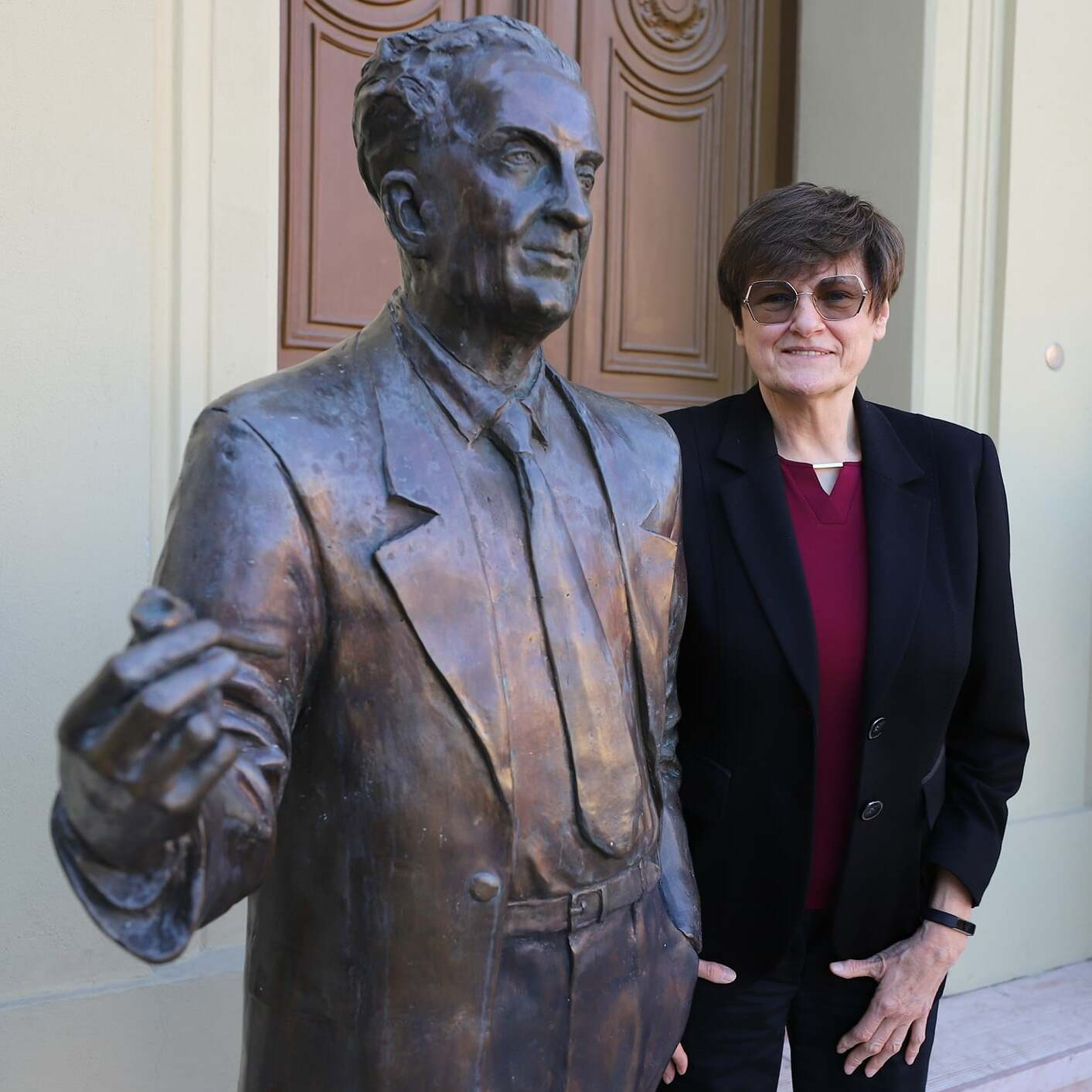
Karikó Katalin lângă statuia laureatului Premiului Nobel Albert Szent-Györgyi, la Universitatea din Szeged

Tehnologia bazată pe ARN Mesager dezvoltată de Katalin Karikó și cele mai eficiente două vaccinuri bazate pe aceasta, BioNTech/Pfizer și Moderna, au creat baza pentru lupta eficientă și de succes împotriva virusului SARS-CoV-2 la nivel mondial și au contribuit foarte mult la izolarea pandemiei de COVID-19.  În 2023, Karikó a fost inclusă în National Inventors Hall of Fame pentru cercetarea ei asupra ARN-ului mesager.
Ea a primit peste 110 de premii internaționale prestigioase și onoruri pentru munca sa de pionierat în biochimie care e semnificativă la nivel global.
În 2023 a fost laureată a Premiului Nobel pentru Fiziologie și Medicină  împreună cu Drew Weissman, „pentru descoperirile lor privind modificările bazelor nucleozidice care au permis dezvoltarea unor vaccinuri ARN mesager eficiente împotriva COVID-19”.

## Viața personală
Karikó este căsătorită cu Béla Francia. Ei sunt părinții lui  Susan Francia, dublu-medaliată olimpică la canoe.  Cei doi au un nepot.